# Castelo de Wineck

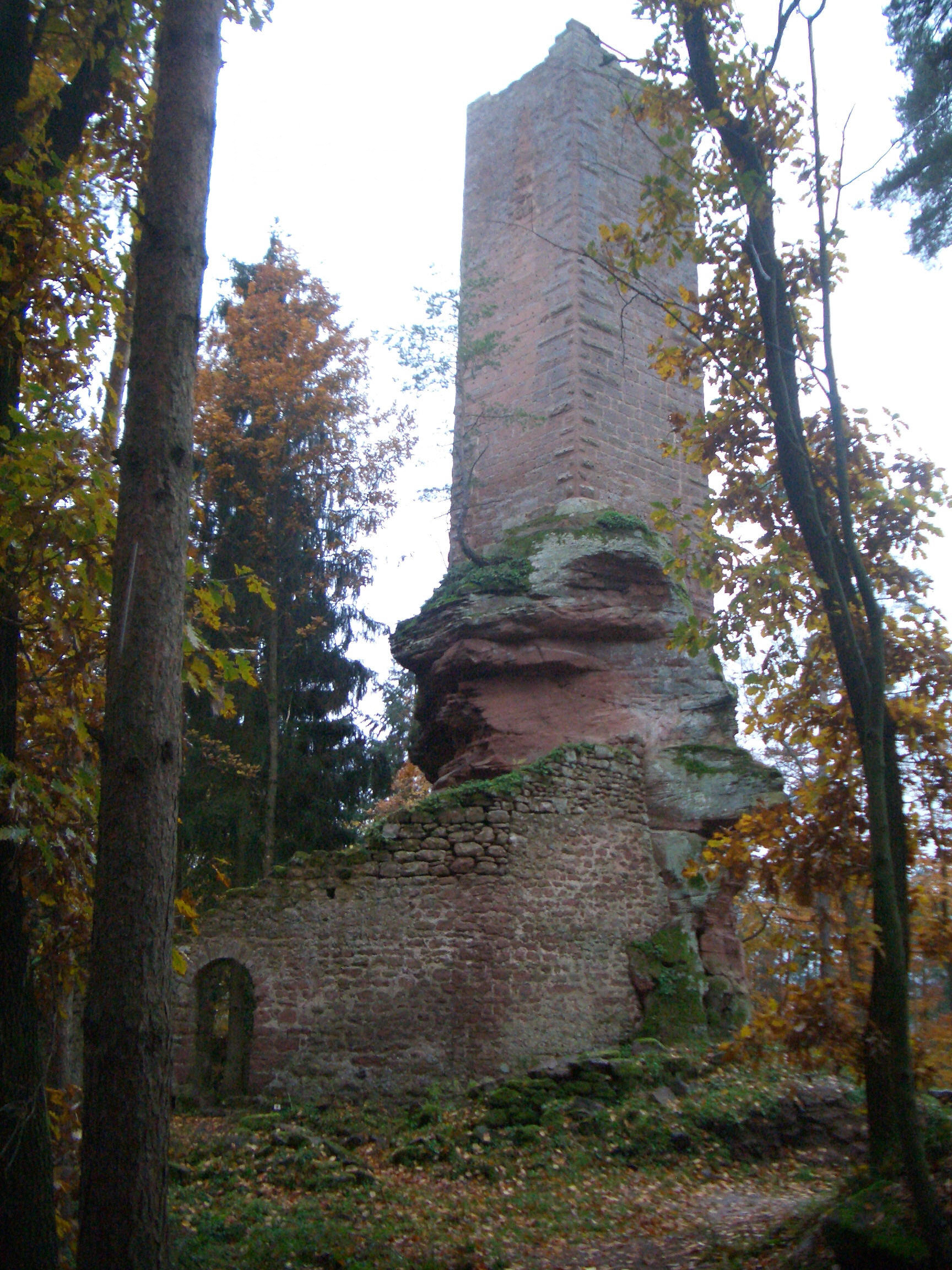
O Château de Wineck

O Château de Wineck é um castelo em ruínas em Wineckerthal, na comuna de Dambach, Bas-Rhin, na França. Foi classificado desde 1985 como um monumento histórico pelo Ministério da Cultura da França.

## História
O castelo foi construído por volta de 1300 para a família Windstein. Pretendia ser um posto de observação para completar o sistema defensivo do vizinho Château de Schœneck.
Foi desmontado no final do século XVII por ordem do Rei da França.